# شهرستان لونگمن
لانگمن (به لاتین: Longmen County) یک شهرستان در جمهوری خلق چین است که در هویژو واقع شده‌است.

## خصوصیات
لانگمن ۲٬۰۵۸ کیلومترمربع مساحت و ۳۲۰٬۵۹۶ نفر جمعیت دارد.